# Franc Kalister
Franc Kalister, slovenski poslovnež in mecen, * 14. oktober 1839, Slavina, Avstrijsko cesarstvo, † 27. november 1901, Trst, Avstro-Ogrska.

## Življenjepis
Rodil se je 14. oktobra 1839 v Slavini pri Postojni. Podobno kot njegovega bratranca Josipa Gorupa je tudi njegovo šolanje podpiral bogati stric Janez Kalister. Po stricovi smrti sta Franc in Josip postala glavna dediča njegovega ogromnega premoženja, ki sta ga naprej upravljala v skupnem podjetju Kalister & dediči v Trstu.
Z Josipom naj bi se poslovno razšla zaradi prevelikih razlik v značaju in načinu življenja. Gorup je bil izvrsten finančnik, preudaren, skromen in racionalen ter je za svojo številno družino na Reki, kjer je videl nove poslovne izzive in kamor se je preselil s svojo dejavnostjo, kmalu zgradil preprosto vilo. Kalister je kot mogočen podjetnik za svojo le štiričlansko družino v Trstu zgradil veliko razkošno palačo Kalister, ki je še danes simbol slovenske podjetnosti v Trstu. Palača stoji blizu železniške postaje. Kot izjemen poslovnež in predvsem ladjar se je povzpel med najuspešnejše Tržačane. Sicer ni bil tako uspešen kot stric in Gorup, vendar je bil še vedno med najbogatejšimi Slovenci svojega časa.
Tudi on je bil, tako kot stric in bratranec, velik slovenski domoljub in denarni podpornik slovenskih društev v Trstu. Precej je daroval za socialne, gospodarske, politične in kulturne namene ter s štipendijami podpiral slovenske dijake in študente. Skupaj z bratrancem Josipom je v rojstni vasi dal postaviti novo šolo. Finančno je podpiral tudi izhajanje časopisa Edinost in mu pomagal do lastne tiskarne.
Umrl je 27. novembra 1901 v Trstu. Bogastvo, ki ga je ustvaril, je začelo počasi kopneti. Prvi sin je umrl že pred njegovo smrtjo, po smrti drugega leta 1948, ki je po dveh zakonih ostal brez potomcev, pa je tako ta veja rodbine Kalister ugasnila.
Kalister je bil znan kot velik zbiratelj umetnin in je ustvaril zavidljivo zbirko takratnega slikarskega modernizma. Po njem je v Trstu poleg omenjene palače ostal še en pomemben kulturnozgodovinski objekt. To je družinski mavzolej na pokopališču sv. Ane, ki je med grobnimi kapelami na začetku 20. stoletja veljal za najlepšega.